# Cheiracanthium ludovici
Cheiracanthium ludovici is een spinnensoort uit de familie Cheiracanthiidae.
De wetenschappelijke naam van de soort werd in 1921 gepubliceerd door Roger de Lessert.